# Tornei di tennis femminili nel 1914
Prima della nascita del WTA Tour, ossia l'apertura alle tenniste professioniste dei tornei che prima di quell'anno erano riservati alle tenniste dilettanti, tutti gli eventi più importanti erano amatoriali, tra questi c'erano i tornei del Grande Slam: gli Australasian Championships, il Campionato francese di tennis, il Torneo di Wimbledon e gli U.S. National Championships.

## Gennaio
| Settimana  | Torneo                                                                         | Vincitore                                          | Finalista                           | Semifinalisti | Eliminati ai quarti |
| ---------- | ------------------------------------------------------------------------------ | -------------------------------------------------- | ----------------------------------- | ------------- | ------------------- |
| 4 gennaio  | Beausite New Year Meeting 1914 Cannes, Francia Terra rossa Singolare - Doppio  | Suzanne Lenglen 6-0 6-0                            | M. Ward                             |               |                     |
| 4 gennaio  | Beausite New Year Meeting 1914 Cannes, Francia Terra rossa Singolare - Doppio  |                                                    |                                     |               |                     |
| 11 gennaio | Carlton Club First Meeting 1914 Cannes, Francia Terra rossa Singolare - Doppio | Suzanne Lenglen 7-5 3-6 6-1                        | Joan Ruth Winch                     |               |                     |
| 11 gennaio | Carlton Club First Meeting 1914 Cannes, Francia Terra rossa Singolare - Doppio |                                                    |                                     |               |                     |
| 11 gennaio | Carlton Club First Meeting 1914 Cannes, Francia Terra rossa Singolare - Doppio | Doppio misto: Suzanne Lenglen Tony Wilding 6-3 6-4 | Joan Ruth Winch Arthur Wallis Myers |               |                     |

## Febbraio
Nessun evento

## Marzo
| Settimana | Torneo                                                           | Vincitore                                         | Finalista                                              | Semifinalisti | Eliminati ai quarti |
| --------- | ---------------------------------------------------------------- | ------------------------------------------------- | ------------------------------------------------------ | ------------- | ------------------- |
| 3 marzo   | Monte Carlo Cup 1914 Monte Carlo, Monte Carlo Singolare - Doppio | Dorothea Douglass 6-4 6-1                         | Elizabeth Ryan                                         |               |                     |
| 3 marzo   | Monte Carlo Cup 1914 Monte Carlo, Monte Carlo Singolare - Doppio | Elizabeth Ryan J Tripp 6-2 6-1                    | Dorothea Lambert Chambers Mrs Hall Walker              |               |                     |
| 3 marzo   | Monte Carlo Cup 1914 Monte Carlo, Monte Carlo Singolare - Doppio | Doppio misto: Elizabeth Ryan Max Décugis walkover | Ludmilla Isnard Count Ludi Salm                        |               |                     |
| 30 marzo  | Cannes Championships 1914 Cannes, Francia Singolare - Doppio     | Elizabeth Ryan 6-2 6-1                            | J Tripp                                                |               |                     |
| 30 marzo  | Cannes Championships 1914 Cannes, Francia Singolare - Doppio     |                                                   |                                                        |               |                     |
| 30 marzo  | Cannes Championships 1914 Cannes, Francia Singolare - Doppio     | Doppio misto: Elizabeth Ryan Max Décugis 6-0 6-3  | Countess Clara von der Schulenburg Count Ludi von Salm |               |                     |

## Aprile
| Settimana | Torneo                                                                          | Vincitore                                            | Finalista                     | Semifinalisti | Eliminati ai quarti |
| --------- | ------------------------------------------------------------------------------- | ---------------------------------------------------- | ----------------------------- | ------------- | ------------------- |
| 5 aprile  | Metropole Club Championships 1914 Cannes, Francia Singolare - Doppio            | Elizabeth Ryan 4-6 6-3 6-4                           | J Tripp                       |               |                     |
| 5 aprile  | Metropole Club Championships 1914 Cannes, Francia Singolare - Doppio            |                                                      |                               |               |                     |
| 5 aprile  | Metropole Club Championships 1914 Cannes, Francia Singolare - Doppio            | Doppio misto: Elizabeth Ryan Max Décugis             | J Tripp Count Ludi Salm       |               |                     |
| 12 aprile | Carlton Club Second Meeting 1914 Cannes, Francia Terra rossa Singolare - Doppio | Suzanne Lenglen 6-3 3-6 6-2                          | Elizabeth Ryan                |               |                     |
| 12 aprile | Carlton Club Second Meeting 1914 Cannes, Francia Terra rossa Singolare - Doppio |                                                      |                               |               |                     |
| 12 aprile | Carlton Club Second Meeting 1914 Cannes, Francia Terra rossa Singolare - Doppio | Doppio misto: Elizabeth Ryan Max Décugis 7-5 7-9 6-2 | Suzanne Lenglen Alfred Dunlop |               |                     |

## Maggio
| Settimana | Torneo                                                                            | Vincitore                                                 | Finalista                        | Semifinalisti | Eliminati ai quarti |
| --------- | --------------------------------------------------------------------------------- | --------------------------------------------------------- | -------------------------------- | ------------- | ------------------- |
| 14 maggio | Wiesbaden Cup 1914 Wiesbaden, Germania Singolare - Doppio                         | Elizabeth Ryan 6-2 6-2                                    | Nelly Bamberger                  |               |                     |
| 14 maggio | Wiesbaden Cup 1914 Wiesbaden, Germania Singolare - Doppio                         |                                                           |                                  |               |                     |
| 14 maggio | Wiesbaden Cup 1914 Wiesbaden, Germania Singolare - Doppio                         | Doppio misto: Elizabeth Ryan Robert Kleinschroth walkover | Nelly Bamberger Otto Froitzheim  |               |                     |
| 23 maggio | Campionato francese di tennis 1914 Parigi, Francia Terra rossa Singolare - Doppio | Marguerite Broquedis 5-7, 6-4, 6-3                        | Suzanne Lenglen                  |               |                     |
| 23 maggio | Campionato francese di tennis 1914 Parigi, Francia Terra rossa Singolare - Doppio | Blanche Amblard Suzanne Amblard 6-4, 8-6                  | Germaine Golding Suzanne Lenglen |               |                     |

## Giugno
| Settimana | Torneo                                                                                  | Vincitore                                                      | Finalista                             | Semifinalisti | Eliminati ai quarti |
| --------- | --------------------------------------------------------------------------------------- | -------------------------------------------------------------- | ------------------------------------- | ------------- | ------------------- |
| 6 giugno  | Pennsylvania & Eastern States Championships 1914 Merion, USA Erba Singolare - Doppio    | Louise Hammond 3-6 9-7 6-2                                     | Marion Fenno                          |               |                     |
| 6 giugno  | Pennsylvania & Eastern States Championships 1914 Merion, USA Erba Singolare - Doppio    | Louise Raymond Edna Wildey 6-3 6-3                             | Marion Fenno Eleonora Sears           |               |                     |
| 6 giugno  | Pennsylvania & Eastern States Championships 1914 Merion, USA Erba Singolare - Doppio    | Doppio misto: Louise Raymond Bill Tilden 4-6 6-4 6-4           | Eleonora Sears William Larned         |               |                     |
| 8 giugno  | World Hard Court Championships 1914 Saint-Cloud, Francia Terra rossa Singolare - Doppio | Suzanne Lenglen 6-2 6-1                                        | Germaine Golding                      |               |                     |
| 8 giugno  | World Hard Court Championships 1914 Saint-Cloud, Francia Terra rossa Singolare - Doppio | Suzanne Lenglen Elizabeth Ryan 6-0 6-0                         | Blanche Amblard Suzanne Amblard       |               |                     |
| 8 giugno  | World Hard Court Championships 1914 Saint-Cloud, Francia Terra rossa Singolare - Doppio | Doppio misto: Elizabeth Ryan Max Décugis 6-3 6-1               | Suzanne Lenglen Count Ludwig von Salm |               |                     |
| 13 giugno | U.S. National Championships 1914 Filadelfia, USA Erba Singolare - Doppio                | Mary Browne 6-2, 1-6, 6-1                                      | Marie Wagner                          |               |                     |
| 13 giugno | U.S. National Championships 1914 Filadelfia, USA Erba Singolare - Doppio                | Mary Browne Louise Riddell Williams 10-8, 6-2                  | Louise Hammond Edna Wildey            |               |                     |
| 13 giugno | Kent Championships 1914 Beckenham, Gran Bretagna Singolare - Doppio                     | Edith Hannam 0-6 11-9 ritiro                                   | Agnes Morton                          |               |                     |
| 13 giugno | Kent Championships 1914 Beckenham, Gran Bretagna Singolare - Doppio                     | Agnes Morton Elizabeth Ryan 6-4 9-7                            | Helen Aitchison Agnes Tuckey          |               |                     |
| 13 giugno | Kent Championships 1914 Beckenham, Gran Bretagna Singolare - Doppio                     | Doppio misto: Mrs DM Armstrong Cecil Tindell-Green 6-2 2-6 8-6 | Agnes Morton Herbert Roper Barrett    |               |                     |
| 15 giugno | Torneo di Lilla 1914 Lilla, Francia Terra rossa Singolare - Doppio                      | Suzanne Lenglen 6-0 6-0                                        | Beatrice Butler                       |               |                     |
| 15 giugno | Torneo di Lilla 1914 Lilla, Francia Terra rossa Singolare - Doppio                      |                                                                |                                       |               |                     |
| 15 giugno | Torneo di Lilla 1914 Lilla, Francia Terra rossa Singolare - Doppio                      | Doppio misto: Suzanne Lenglen AG Watson 6-1 6-1                | Abeille Gallay M Fremaux              |               |                     |
| 21 giugno | Torneo di Amiens 1914 Amiens, Francia Singolare - Doppio                                | Suzanne Lenglen 6-2 6-0                                        | Mlle Vienne                           |               |                     |
| 21 giugno | Torneo di Amiens 1914 Amiens, Francia Singolare - Doppio                                |                                                                |                                       |               |                     |
| 21 giugno | Torneo di Amiens 1914 Amiens, Francia Singolare - Doppio                                | Doppio misto: Suzanne Lenglen Georges Manset titolo condiviso  | Mlle Vienne Leroy                     |               |                     |
| 25 giugno | Picardy Championships 1914 Compiègne, Francia Singolare - Doppio                        | Suzanne Amblard walkover                                       | Suzanne Lenglen                       |               |                     |
| 25 giugno | Picardy Championships 1914 Compiègne, Francia Singolare - Doppio                        |                                                                |                                       |               |                     |
| 25 giugno | Picardy Championships 1914 Compiègne, Francia Singolare - Doppio                        | Doppio misto: Suzanne Lenglen Georges Gault 6-1 8-10 6-0       | Suzanne Amblard Mr Lamy               |               |                     |

## Luglio
| Settimana | Torneo                                                                            | Vincitore                                                  | Finalista                                       | Semifinalisti | Eliminati ai quarti |
| --------- | --------------------------------------------------------------------------------- | ---------------------------------------------------------- | ----------------------------------------------- | ------------- | ------------------- |
| 6 luglio  | Torneo di Wimbledon 1914 Londra, Gran Bretagna Erba Singolare - Doppio            | Dorothea Douglass 7-5, 6-4                                 | Ethel Thomson                                   |               |                     |
| 6 luglio  | Torneo di Wimbledon 1914 Londra, Gran Bretagna Erba Singolare - Doppio            | Agnes Morton Elizabeth Ryan 6-1, 6-3                       | Edith Hannam Ethel Thomson                      |               |                     |
| 13 luglio | Russian Championships 1914 San Pietroburgo, Russia Terra rossa Singolare - Doppio | Elizabeth Ryan 6-3 6-1                                     | Natalia Sievers                                 |               |                     |
| 13 luglio | Russian Championships 1914 San Pietroburgo, Russia Terra rossa Singolare - Doppio |                                                            |                                                 |               |                     |
| 13 luglio | Russian Championships 1914 San Pietroburgo, Russia Terra rossa Singolare - Doppio | Doppio misto: Heinrich Kleinschroth Elizabeth Ryan 6-0 6-1 | Count Mikhail Soumarokoff-Elston Ludmila Isnard |               |                     |

## Agosto
| Settimana | Torneo                                                | Vincitore                                       | Finalista                 | Semifinalisti | Eliminati ai quarti |
| --------- | ----------------------------------------------------- | ----------------------------------------------- | ------------------------- | ------------- | ------------------- |
| agosto    | Torneo di Mosca 1914 Mosca, Russia Singolare - Doppio | Elizabeth Ryan                                  | non conosciuta (bandiera) |               |                     |
| agosto    | Torneo di Mosca 1914 Mosca, Russia Singolare - Doppio |                                                 |                           |               |                     |
| agosto    | Torneo di Mosca 1914 Mosca, Russia Singolare - Doppio | Doppio misto: Elizabeth Ryan Heine Kleinschroth |                           |               |                     |

## Settembre
Nessun evento

## Ottobre
Nessun evento

## Novembre
Nessun evento

## Dicembre
Nessun evento

## Senza data
| Settimana        | Torneo                                                                      | Vincitore | Finalista                 | Semifinalisti | Eliminati ai quarti |
| ---------------- | --------------------------------------------------------------------------- | --------- | ------------------------- | ------------- | ------------------- |
|                  | New Zealand Championships 1914 Wellington, Nuova Zelanda Singolare - Doppio | A. Gray   | non conosciuta (bandiera) |               |                     |
| A. Gray M. Baird | New Zealand Championships 1914 Wellington, Nuova Zelanda Singolare - Doppio |           |                           |               |                     |